# Década de 1920 a.C.
Séculos: (Século XXI a.C. - Século XX a.C. - Século XIX a.C.)
Décadas: 1970 a.C. 1960 a.C. 1950 a.C. 1940 a.C. 1930 a.C. - 1920 a.C. - 1910 a.C. 1900 a.C. 1890 a.C. 1880 a.C. 1870 a.C.
Anos: 1979 a.C. - 1978 a.C. - 1977 a.C. - 1976 a.C. - 1975 a.C. - 1974 a.C. - 1973 a.C. - 1972 a.C. - 1971 a.C. - 1970 a.C.
- 1929 a.C. - Início do reinado do faraó Amenemés II
- 1926 a.C. - Fim do reinado do faraó Sesóstris I